# Frontier Martial-Arts Wrestling–Explosion
Frontier Martial-Arts Wrestling–Explosion (FMW–E) ist der Name einer japanischen Wrestling-Promotion, die ihren Standort in 2-19-25 Higashinaka, Hakata-ku, Fukuoka, Japan hat. Aktueller Promotor ist Hidetaka Kajiki und der aktuelle Head Booker ist der Wrestler Atsushi Onita. Gegründet wurde FMW–E unter dem Namen Frontier Martial-Arts Wrestling (japanisch フロンティア・マーシャルアーツ・レスリング /furontia māsharuātsu resuringu/) und gilt als erster Wrestlingveranstalter, der sich auf Deathmatch-Wrestling spezialisiert hat. Die Promotion wurde in der dritten Staffel der Pro-Wrestling-Dokuserie Dark Side of the Ring von Vice TV im September 2021 hervorhebend dargestellt.
Bekanntheit erhielt FMW v. a. durch den Einsatz von Stacheldraht und Feuer und ihrer kurzlebige Zusammenarbeit mit der US-amerikanischen Promotion ECW in den 1990er-Jahren. Nachdem Onita 2002 die originale FMW eingestellt hatte, wurde diese durch ihn in den Jahren 2002 und 2004 wiederbelebt und unter den Namen Onita FMW und Onitas Pro-Wrestling weiterbetrieben. Doch vermochten diese Neugründungen nicht an alte Erfolge anzuknüpfen, sodass Letztere bis 2015 nur unregelmäßig veranstaltete.

## Geschichte

### 1989–1995
Die Geschichte von FMW–E beginnt am 28. Juli 1989, als diese durch den Wrestler Atsushi Onita unter dem originalen Namen Frontier Martial-Arts Wrestling aufgestellt und von diesem der in Japan sehr populäre Strong Style zum Deathmatch-Wrestling weiterentwickelt wurde. Die in den Matches dargestellte Gewaltverherrlichung, für welche die eingesetzten Matchelemente Feuer, Glas und Stacheldraht symbolisch standen, sorgte für ihren, durch Medien, verbreiteten Ruf, sie würde „Garbage-Wrestling“ betreiben. Doch FMW fand schnell nationalen wie internationalen Anschluss an ähnlich ausgerichteten Wrestlingveranstaltern: So arbeitete FMW ab 1995 nicht nur mit der japanischen International Wrestling Association (IWA Japan), sondern auch mit der US-amerikanischen ECW zusammen. Neben FMA-Strong-Style (angereichert mit Elementen des Sports Entertainment) konzentrierte sich FMW auch auf das damals in Japan populäre Shoot Style Wrestling, welches sich Onita von seinem ehemaligen Arbeitgeber (Big Japan Pro-Wrestling) entliehen hatte und bei dem neben Wrestlern auch zahlreiche Kampfsportler mit ihrem Sporthintergrund gegen nationale wie internationale Wrestler antraten. So auch Jos LeDuc und Dick Murdoch, die nicht nur Pro-Wrestling, sondern auch Strong Style Wrestling beherrschten.
Die Zusammenarbeit mit ECW war Folge durch die Verpflichtung der US-amerikanischen Wrestler Sabu, dessen Onkel und Mike Awesome, welche nun auch weitere amerikanische Wrestlinggrößen an FMW vermittelten. So traten neben den Erstgenannten auch regelmäßig Terry Funk, Balls Mahoney, Cactus Jack und der Sandman auf. Doch FMW gelang es, auch eigene Stars wie Masato Tanaka national wie international zu etablieren, und 1999 gelang es FMW, die japanische Promotion WEW aufzukaufen und in die eigenen Strukturen zu integrieren.
Nach einiger Zeit beschloss FMW, die Shoot-Style-Branche auslaufen zu lassen und die Promotion konzentrierte sich nun ausschließlich auf Puroresu (japanisches Pro-Wrestling), welches sie mit Deathmatch-Wrestling kombinierte. So veranstaltete FMW das erste Stacheldraht-Match, welches zwischen Onita und Tarzan Goto und dem gegnerischen Team von Mitsuhiro Matsunaga und Jerry Lynn stattfand: Anstelle von sogenannten Gimmick-Wire verwendete FMW echten Stacheldraht, welcher u. a. Onita eine tiefe Schnittwunde am Arm einbrachte.
Im August 1990 veranstalte FMW ein Tournament, dessen Main Event ein Stacheldraht-Match mit Sprengkapseln darstellte und in dem Onita gegen seinen damaligen Erzrivalen Goto antrat. Bis 1995 gelang es FMW mit der Verpflichtung von Chris Jericho, Lance Storm, Tiger Jeet Singh und anderen, seinen internationalen Kader immer weiter auszubauen. Eines der führenden Gesichter von FMW sollte schließlich Hayabusa werden, welcher rasch wegen seines risikoreichen Stils schnell zum Publikumsliebling avancierte. So sollte dieser letztlich Onita als Headliner ablösen, da dieser sich vom Wrestling zurückziehen wollte.
Onita verkaufte 1995 FMW an den damaligen FMW-Ringsprecher Shoichu Arai.

### 1995–2002
Größter Konkurrent in Japan stellte für FMW die Promotion Big Japan dar. Durch den Verkauf von FMW an Arai änderte sich der Wrestlingstil: Man ließ vonseiten der Offiziellen das reine Deathmatch-Wrestling schrittweise auslaufen und adaptierte weite Teile des in den Vereinigten Staaten populären Sports Entertainment und orientierte sich nun zunehmend an der damaligen WWF. Arai verpflichtete zudem den Wrestler Kodo Fuyuko, der jetzt die Rolle des Head Bookers übernahm. Arai war währenddessen für die Bezahlung der Akteure und für das Buchen der Veranstaltungsorte zuständig.
Onita kehrte 1997–1998 als aktiver Wrestler zurück, wo er im Rahmen von FMW eine an der WCW-Gruppierung NWO orientierte Fraktion etablierte, die den Namen ZEN trug.
2000 unterschrieb FMW mit Tokyopop einen Vertriebsvertrag, welcher der Promotion ermöglichte, ihr Produkt auch einem breiten westlichen Publikum zugänglich zu machen. Zuvor waren Shows von FMW nur in den USA auf VHS und DVD erhältlich.
Durch den Stilwechsel jedoch verlor FMW schrittweise ihr Stammpublikum und so verkauften sich Eintrittskarten immer schlechter. Daraus resultierte, dass FMW in immer kleineren Hallen veranstalten mussten. Dadurch geriet FMW immer wieder an den Rand des finanziellen Bankrotts.
Der 22. Oktober 2001 stellte eine Zäsur in der Geschichte von FMW dar: Bei einem Match zwischen Hayabusa und Mammoth Sasaki kam es zum unfallbedingten Karriereende des Ersteren, als dieser bei einer seiner Standardaktionen (Springboard Moonsault) vom Seil abrutschte und rücklings in den Ring fiel. Dabei brach sich Hayabusa das Genick und ist seitdem querschnittsgelähmt. Ende 2001 gab Arai bekannt, dass FMW insolvent sei und am 4. Februar 2002 ihre letzte Show geben würde. Noch Ende des Jahres 2001 wurde bekannt, dass Arai der Yakuza rund eine Million US$ schulden würde, da sich dieser bei der japanischen Mafia immer wieder Finanzmittel geliehen und diese nie zurückbezahlt habe. Am 16. Mai 2002 fand man Arai erhängt im Stadtpark von Tokio und man geht allgemein davon aus, dass dieser Suizid dazu diente, dass Arais Familie die Lebensversicherung kassieren und die Yakuza auszahlen konnte.

### 2002–2015
Das Roster von FMW teilte sich nach dem Tod von Arai in zwei Promotions auf: Fuyukis WEW und Mr. Gannosukes WMF. Daneben gelang es Onita einige seiner ehemaligen Mitarbeiter für eine Sondershow zu verpflichten, aus der am 5. April 2002 die kurzlebige Wrestlingorganisation Onita FMW hervorgehen sollte. Onita FMW jedoch vermochte es nicht, an alte Erfolge anzuknüpfen, sodass Onita als Inhaber des Veranstaltungsbanners dieses einstellen musste.
2003 verstarb Fuyuji und zahlreiche Akteure etablierten nun eigene Promotionen: Aus WEW ging die Fuyuki-Gun Promotion hervor. Kintaro Kanemura etablierte die Apache Pro-Wrestling Army (welche bis 2016 bestand und mit dessen Karriereende aufgelöst wurde). Tomohiko Hashimota gründete den Wrestlingverband Pro-Wrestling A-Team und andere ehemalige FMW-Akteure Xtreme Wrestling Force und Pro Wrestling Freedom.
2004 reaktivierte Onita FMW unter dem Banner Onita Pro-Wrestling und veranstaltete bis 2015 in unregelmäßigen Abständen.

### 2015–2018
Am 3. April 2015 gaben Hideki Takahashi, Hayabusa und Choden Shenshi (Battle Ranger) bekannt, dass FMW unter ihrer Führung und mit dem neuen Namen Chō Sentō Puroresu FMW (japanisch: 超戦闘プロレスFMW) wiederbeleben würden. Takahashi übernahm die Presidency der Organisation und Hayabusa wurde ausführender Produzent. Es war von allen Beteiligten der erklärte Wille, dass bei dieser Neugründung auch Onita einbezogen werden sollte. Ihre erste Veranstaltung hielt die erneuerte FMW bereits am 21. April ab. Am 30. Oktober 2015 gaben die Offiziellen bekannt, dass sie die FMW World Street Fight 6-Man Tag Team Championship wiederherstellen würden und setzten diesbezüglich ein Tournament zur Ermittlung der neuen Champions für den 22. Dezember an.
2016 sollte sich allerdings als Schicksalsjahr der neuen Liga entpuppen: Zum einen gab am 17. Februar 2016 die Wrestlerin Ray bekannt, dass sie an unheilbarem Hirntumor im Endstadium litt, der bei ihr im Dezember des Vorjahres diagnostiziert war. Sie sollte dieser Krankheit am 30. August 2018 im Alter von 36 Jahren erlegen. Am 3. März 2016 verstarb zudem Hayabusa im Alter von 47 Jahren an Hirnaneurysma.
Am 31. Oktober 2017 kehrte Onita aktiv in das Wrestling zurück, als dieser im Rahmen von Chō Sentō Puroresu FMW in eine Show eingebunden wurde.
2018 kehrte Onita bei einem Event von Pro-Wrestling A-Team (einem Nachfolgeprodukt von Apache Army) aus seinem Ruhestand zurück und agierte nun in Shows, die von CZW, Big Japan, WWR Stardom und DDT Pro-Wrestling veranstaltet wurden. Im gleichen Jahr hatte die Promotion zudem ihre letzte Veranstaltung und gilt seitdem als inaktiv, da sie nie offiziell aufgelöst wurde.

### 2021–heute
2021 kündigte Onita an, dass er mit seiner neuen Promotion Frontier Martial-Arts Wrestling–Explosion ein Veranstaltungsformat etablieren würde, welches sich auf jene Variante des Deathmatch-Wrestlings berufen würde, für die die alte FMW berühmt wurde: Stacheldrahtmatches mit explodierenden Sprengkapseln. Doch wolle er nicht die Führung der neuen FMW übernehmen, diese sollte bei Hidetaka Kajiki liegen. Die Idee zur Neugründung sei ihm während seiner Verpflichtung bei All Elite Wrestling Revolution gekommen, als er dort feststellte, dass es noch eine genügend große Klientel gab, welche sich für diese Match-Variante interessierte und die vorrangig durch Online-Streaming global populär wurde. Am 19. Dezember 2021 erhielt Onita die entsprechende Lizenz. Erst startete FMW–E im Rahmen von Veranstaltungen von Big Japan, bevor sie begann, ab Oktober 2022 eigenständig zu veranstalten.